# Hexagonit
Hexagonit je fialová odrůda minerálu tremolit.

## Název
Hexagonit byl nazván podle své krystalografické soustavy, o které se původně chybně předpokládalo, že je šesterečná, ve skutečnosti se jedná o soustavu jednoklonnou.

## Vlastnosti
Krystaly hexagonitu lze brousit, jde o nejvzácnější odrůdu tremolitu.

## Výskyt
Hexagonit byl poprvé popsán v roce 1876 ve Spojených státech na lokalitě Edwards ve státě New York.
Pravděpodobně jediným nalezištěm mimo Severní Ameriku je Chýnovská jeskyně na Táborsku.